# 2020年東京オリンピックのスケートボード競技
2020年東京オリンピックのスケートボード競技（2020ねんとうきょうオリンピックのスケートボードきょうぎ）は、2021年7月25日から8月5日に開催された2020年東京オリンピックのスケートボード競技である。オリンピックでローラースポーツが実施されるのは1992年バルセロナオリンピックでの公開競技男子ローラーホッケー（のちのリンクホッケー）以来であり、スケートボードが実施されるのは初めてである。会場は有明アーバンスポーツパーク。

## 概要

### スケートボード競技実施の経緯
国際ローラースポーツ連盟によるスケートボード競技の運営開始
2014年12月8日、モナコで開催されたIOC臨時総会において、オリンピックの改革案『オリンピック・アジェンダ2020』が採決された。この改革案の中には開催都市のオリンピック組織委員会が追加種目を提案できることが含まれていた。スケートボード競技の当時の最大勢力の国際競技連盟（IF）であった国際スケートボード連盟（International Skateboarding Federation, ISF）は、IOCにスケートボードのオリンピック競技採用を働きかけていたが、ISFはIOC未承認団体（ARISF非加盟）であり、スポーツアコード（後の国際競技連盟連合）にも非加盟であった。スケートボードをオリンピック競技にしたいと考えていたIOCは、ISFの頭越しにARISF加盟団体の国際ローラースポーツ連盟（FIRS、後のワールドスケート）にスケートボード競技の運営を託し、2015年2月FIRSはスケートボード委員会を設置した。
東京オリンピック大会組織委員会による追加種目案の決定
2015年5月、東京オリンピック・パラリンピック競技大会組織委員会（TOCOG）種目追加検討会議は、FIRSを含むARISF加盟の33の国際競技連盟に追加種目の提案募集を開始。FIRSはインラインスケートとローラーマラソンを追加種目として実施したい旨を応募した。
TOCOGはIOCとの調整の中でIOCが若者に人気のスケートボード、スポーツクライミング、サーフィンのようなアーバンスポーツをオリンピックに増やしたいという意向を有していることを察知し、これを受けFIRSはスケートボードのストリート種目を追加申請した。2015年9月28日、TOCOG種目追加検討会議は提案種目案を決定したが、ローラースポーツでは当初申請していたインラインスケートとローラーマラソンが落選した一方、スケートボードは追加申請したストリート種目だけでなく未申請のパーク種目も採用された。TOCOG理事会も検討会議案の通り提案種目を決定し、IOCに追加種目を提案した。
FIRS傘下の日本ローラースポーツ連盟（JRSF、後のワールドスケートジャパン）会長の平沢勝栄はスケートボードの採用決定に「大きな喜び」と語ったものの、本命のインラインスケートとローラーマラソンが落選したことに「きわめて残念」と述べ渋い表情を浮かべた。JRSFは5月にISFの国内競技連盟である日本スケートボード協会会長の宮沢武久を委員長としてスケートボード委員会を設置したばかりで、スケートボードの全日本選手権大会もまだ開催したことがないという状況であった。
IOCによる東京オリンピック追加種目決定及び、ISFとFIRSの統合
ISF会長のゲイリー・リーム (Gary Ream) はオリンピックのスケートボード競技にその歴史や文化を知る自分たちが関係しないのはよくないとIOCやFIRSと盛んに接触するようになる。2016年8月にスケートボードの2020年東京オリンピック追加種目が決定するという見込みの中、2016年5月30日、FIRS本部もあるローザンヌのIOC本部でIOC競技部とFIRS、アメリカ・フィラデルフィアから出向いたリームらのISFの3者で非公式会談が持たれる。スケートボードについてFIRSがオリンピック、ISFはそれ以外の国際大会を主催するほか、オリンピックでの競技構成・審判・コースの設計を担当することで合意した。しかし、この合意からさらに体制は進展する。
2016年8月3日、リオデジャネイロでのIOC総会でTOCOG提案の追加種目18種目の実施が決定される。2017年9月、FIRSは総会で東京オリンピックに向けてISFとの統合とワールドスケート（World Skate）への改称を決定。リームはワールドスケート・スケートボード委員会委員長に就いた。

## 実施種目
男女ともパークとストリートの2種目ずつ、計4種目が実施された。

### ストリート
競技形式

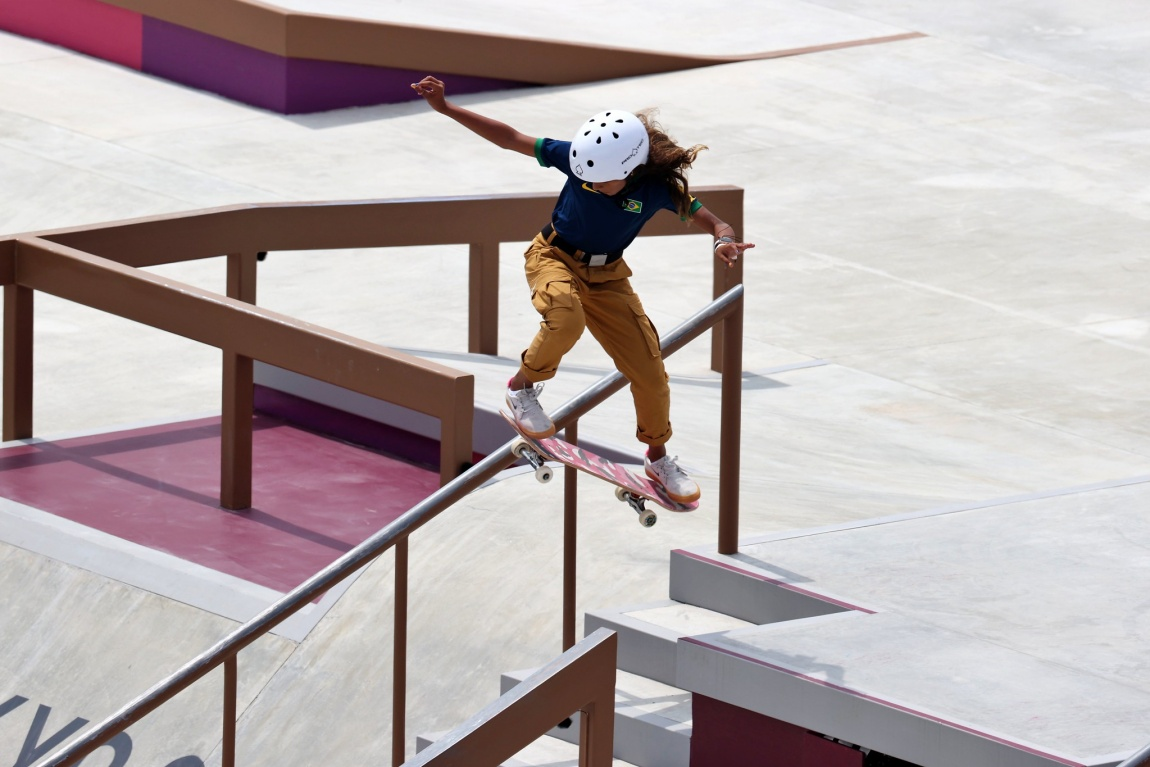
ストリート

選手は一人ずつ競技を行う。45秒の持ち時間で自由演技の「ラン」を2回と、一発の技を競う「トリック」を5回ずつ行う。5人の審査員がそれぞれ10.00点を満点として採点し最高点と最低点をカットした3人の採点の平均点が選手の得点となる。「ラン」と「トリック」の計7回のうち、得点の高い4回の合計得点により順位を争う。予選の上位8名が決勝に進出する。予選の得点は決勝には持ち越されない。

### パーク
コース

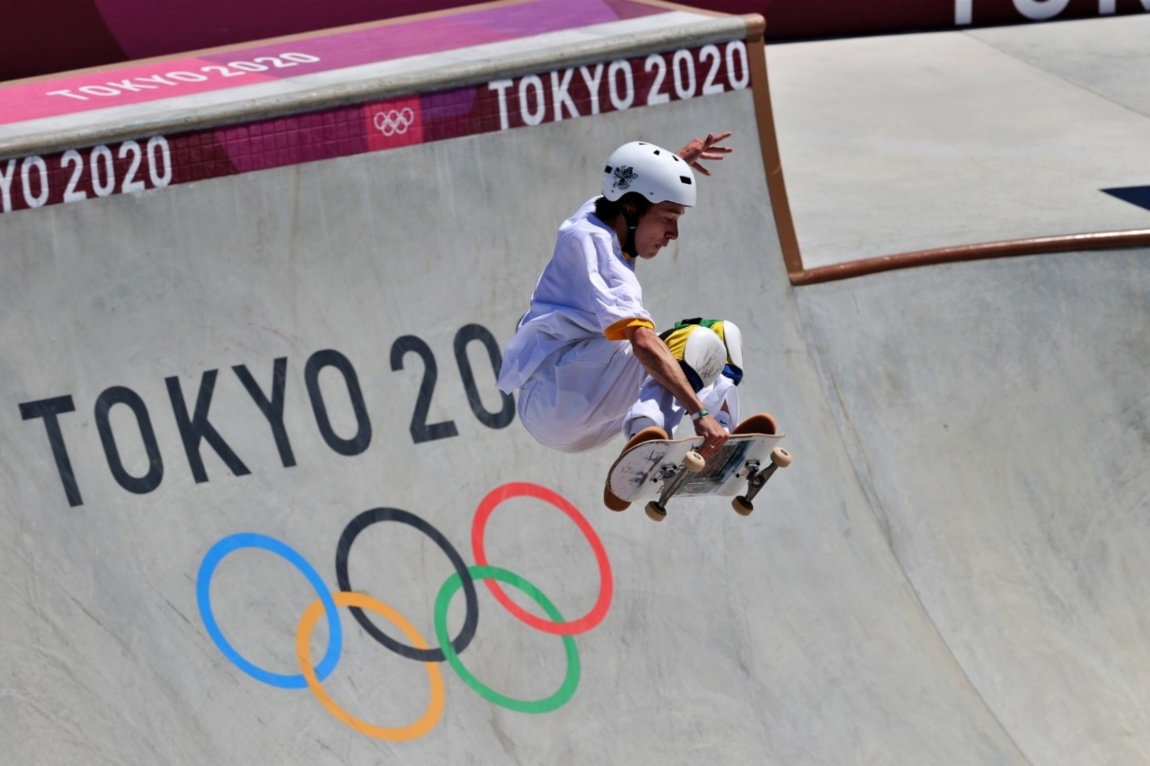
パーク

パーク種目は、さまざまな曲面を組み合わせた複雑な窪地状のコースを用いて行われ、急斜面を駆け上がって行う空中技（エアトリック）やリップを利用したスライド系の技などを可能としている。
本大会のコースは、従来の国際大会より大きく、複雑なコースになっている。コースの中央にはラウンドやボルケーノと呼ばれる複合セクションがあり、その使い方が注目される。また、コースの周囲にはスクエアレールやラウンドレールが設置され、そこでも多彩なトリックを見せることが可能となっている。
アメリカ合衆国のパーク選手であるベン・ハッチェルは、このコースについて
どちらかのスタンスに不利にならないような独自のアプローチ。 パークコース内には多様な機能が詰め込まれていて、一つの障害物に対して異なる創造性と様々な使用法を駆使することができます。コースの構造もスムーズで、観客の皆様に楽しんでいただけると信じています。
と評している。
競技形式
選手は一人ずつ競技を行う。45秒の持ち時間で自由演技の「ラン」を3回ずつ行う。5人の審査員がそれぞれ100.00点を満点として採点し最高点と最低点をカットした3人の採点の平均点が選手の得点となる。3回の演技のうち、最も高かった得点により順位を争う。予選の上位8名が決勝に進出する。予選の得点は決勝には持ち越されない。

## 競技会場

### 会場決定の経緯
- 2016年12月7日 - IOC理事会において、2020年東京オリンピック追加種目スケートボードの競技会場が青海アーバンスポーツ会場（後の青海アーバンスポーツパーク）に決定[20]。
- 2017年6月9日 - 2020年東京オリンピック正式競技の種目構成がIOC理事会で決定される。会場未定のバスケットボール3x3男女、自転車BMXフリースタイル男女が種目構成に入っていたので実施会場の検討開始。
- 2017年12月6日 - IOC理事会にて、自転車BMXフリースタイルの会場が有明BMXコース、バスケットボール3x3の会場が青海アーバンスポーツ会場に決定。スケートボードの会場が青海アーバンスポーツ会場から有明BMXコースへの変更が決定[21][22]。
- 2018年10月23日 - TOCOG第28回理事会にて、IOCの承認を得て有明BMXコースの名称について「有明アーバンスポーツパーク」への変更を正式決定[23][24][25][26]。

## 出場資格
各種目20名ずつ、計80名が出場する。1か国からは種目ごとに最大3名まで出場できる。種目ごとに、2021年に延期された世界選手権の上位3名及びオリンピックランキング上位16名に出場資格が与えられるが、パークの世界選手権は中止となったため、オリンピックランキングからの選出に変更された。
その他に開催国枠として日本にはオリンピックランキング最上位者を対象に各種目1名ずつ、計4名の出場資格が与えられていたが、男子パークを除く3種目では開催国枠によることなく、世界選手権の成績やオリンピックランキングにより、3名ずつ計9名が出場資格を得た。女子パークでは、日本選手最年少となる開心那が出場権を獲得した。また、男子パークの開催国枠として出場資格を得た平野歩夢は、日本選手で史上5人目の夏冬両方のオリンピックに出場する選手となった。
| NOC            | 男子   | 男子       | 女子   | 女子       | 計     |
| NOC            | パーク | ストリート | パーク | ストリート | 選手数 |
| -------------- | ------ | ---------- | ------ | ---------- | ------ |
| オーストラリア | 2      | 1          | 1      | 1          | 5      |
| オーストリア   |        |            |        | 1          | 1      |
| ベルギー       |        | 1          |        | 1          | 2      |
| ブラジル       | 3      | 3          | 3      | 3          | 12     |
| カナダ         | 1      | 2          |        | 1          | 4      |
| チリ           |        |            | 1      |            | 1      |
| 中国           |        |            | 1      | 1          | 2      |
| コロンビア     |        | 1          |        |            | 1      |
| デンマーク     | 1      |            |        |            | 1      |
| フィンランド   |        |            | 1      |            | 1      |
| フランス       | 1      | 2          | 1      | 1          | 5      |
| ドイツ         | 1      |            | 1      |            | 2      |
| イギリス       |        |            | 2      |            | 2      |
| イタリア       | 2      |            |        | 1          | 3      |
| 日本           | 1      | 3          | 3      | 3          | 10     |
| オランダ       |        |            |        | 3          | 3      |
| ペルー         |        | 1          |        |            | 1      |
| フィリピン     |        |            |        | 1          | 1      |
| ポーランド     |        |            | 1      |            | 1      |
| ポルトガル     |        | 1          |        |            | 1      |
| プエルトリコ   | 1      | 1          |        |            | 2      |
| 南アフリカ     | 1      | 1          | 1      | 1          | 4      |
| スペイン       | 2      |            | 1      |            | 3      |
| スウェーデン   | 1      |            |        |            | 1      |
| アメリカ合衆国 | 3      | 3          | 3      | 3          | 12     |
| Total: 25 NOCs | 20     | 20         | 20     | 20         | 80     |

## 競技日程
| 日程       | 日付    | 開始 | 終了  | 種目           | 内容       |
| ---------- | ------- | ---- | ----- | -------------- | ---------- |
| 大会2日目  | 7月25日 | 8:30 | 13:55 | 男子ストリート | 予選・決勝 |
| 大会3日目  | 7月26日 | 8:30 | 13:55 | 女子ストリート | 予選・決勝 |
| 大会12日目 | 8月4日  | 9:00 | 13:40 | 女子パーク     | 予選・決勝 |
| 大会13日目 | 8月5日  | 9:00 | 13:40 | 男子パーク     | 予選・決勝 |

## 競技結果
| 種目           | 金                                      | 金    | 銀                                | 銀    | 銅                                      | 銅    |
| -------------- | --------------------------------------- | ----- | --------------------------------- | ----- | --------------------------------------- | ----- |
| 男子ストリート | 堀米雄斗 日本 (JPN)                     | 37.18 | ケウビン・ホフラー ブラジル (BRA) | 36.15 | ジャガー・イートン アメリカ合衆国 (USA) | 35.35 |
| 女子ストリート | 西矢椛 日本 (JPN)                       | 15.26 | ライッサ・レアウ ブラジル (BRA)   | 14.64 | 中山楓奈 日本 (JPN)                     | 14.49 |
| 男子パーク     | キーガン・パーマー オーストラリア (AUS) | 95.83 | ペドロ・バロス ブラジル (BRA)     | 86.14 | コーリー・ジュノー アメリカ合衆国 (USA) | 84.13 |
| 女子パーク     | 四十住さくら 日本 (JPN)                 | 60.09 | 開心那 日本 (JPN)                 | 59.04 | スカイ・ブラウン イギリス (GBR)         | 56.47 |

## 国・地域別のメダル獲得数
| 順   | 国・地域             | 金 | 銀 | 銅 | 計 |
| ---- | -------------------- | -- | -- | -- | -- |
| 1    | 日本 (JPN)（開催国） | 3  | 1  | 1  | 5  |
| 2    | オーストラリア (AUS) | 1  | 0  | 0  | 1  |
| 3    | ブラジル (BRA)       | 0  | 3  | 0  | 3  |
| 4    | アメリカ合衆国 (USA) | 0  | 0  | 2  | 2  |
| 5    | イギリス (GBR)       | 0  | 0  | 1  | 1  |
| 合計 | 合計                 | 4  | 4  | 4  | 12 |

## 備考
- 東京都では新型コロナ感染拡大による緊急事態宣言が行われていたため、全ての競技が無観客で行われた。